# Most An-ťi
Most An-ťi (čínsky pchin-jinem Ānjì Qiáo, znaky zjednodušené 安济桥, tradiční 安濟橋; česky Most bezpečného přechodu), také známý jako most Čao-čou (čínsky pchin-jinem Zhàozhōu Qiáo, znaky zjednodušené 赵州桥, tradiční 趙州橋) zvaný most Ta-š’  (čínsky pchin-jinem Dàshí Qiáo, znaky zjednodušené 大石桥, tradiční 大石橋; česky Velký kamenný most / Most velkých kamenů), je nejstarším segmentovým obloukovým mostem v Číně. Nejedná se o nejstarší most tohoto typu. Segmentové obloukové mosty se objevují již dříve u Římanů, například most v Limyře, který je asi o 300 let starší, most v Alconétaru (2. století n. l.) nebo Ponte San Lorenzo v Padově (1. století př. n. l.).
Překlenuje řeku Siao-šuej v provincii Che-pej, asi 40 km jihovýchodně od hlavního města provincie Š’-ťia-čuang.

## Popis
Celková délka mostu je 50,82 m, rozpětí oblouku 37,37 m. Most je vysoký 7,3 m. Je 7,3 m vysoký a 9,6 m široký. Každý oblouk opisuje o něco méně než půlkruh. Poměr mezi rozpětím a výškou koruny je přibližně 1:5, což je mnohem menší poměr než u obloukového mostu z půlkruhových segmentů. V důsledku toho jsou mostní pilíře vystaveny poměrně velkým silám.
Centrální klenbu tvoří 28 tenkých vápencových desek spojených železnými hroty. To umožňuje, aby oblouk přenášel smykové síly do podpěr. Na každé straně má most dva boční oblouky. Ty plní dvě důležité funkce: Zaprvé výrazně snižují celkovou hmotnost mostu, a to přibližně o 700 tun. Kromě toho umožňují, aby případná povodňová voda odtékala obloukovými otvory, aniž by most poškodila.

## Historie
Most An-ťi byl postaven v letech 595 až 605 za říše Suej. Připisuje se mistru staviteli Li Chunovi (李春). Od svého postavení přežil deset velkých povodní, osm bitev a četná zemětřesení, včetně jednoho o síle 7,2 stupně Richterovy stupnice v roce 1966. Most je stále v provozu, jen zdobené zábradlí bylo několikrát vyměněno.
Most byl zmiňován v literatuře říše Ming, ale později byl zapomenut. Znovu jej objevil až v 50. letech 20. století profesor Liang S’-čcheng z univerzity Čching-chua při terénním výzkumu. Most změřil a publikoval o něm esej. Teprve později se most stal světově proslulým. V letech 1955–1958 byl most renovován.
Od roku 1961 je most zapsán na seznamu památek Čínské lidové republiky. V roce 1989 ho Americká společnost stavebních inženýrů (American Society of Civil Engineers) zařadila na seznam historických milníků inženýrství. V roce 1996 byl čínskou vládou nominován na zápis na seznam světového dědictví UNESCO.

## Pověsti
Na svou dobu neobvyklý tvar mostu dal vzniknout legendám. Podle jedné legendy most postavil slavný mistr čínské historie Lu Pan za jedinou noc. Jiná legenda vypráví, že po mostě přešli na zkoušku dva nesmrtelní najednou a Lu Pan vstoupil do vody a most díky jeho podpoře vydržel.